# فأر المرج الأباز
فأر المرج الأباز (Zapus hudsonius)، هو الفأر الأكثر انتشارًا في فُصيلة الفئران الأبازة. يمتد نطاقه من ساحل المحيط الأطلسي في الشرق إلى السهول الكبرى الغربية، ومن خطوط الأشجار في القطب الشمالي في كندا وألاسكا إلى الشمال، وجورجيا، ألاباما، أريزونا، ونيو مكسيكو في الجنوب. في منتصف عام 2014، أدرجت سلالات نيو مكسيكو من فأرالمروج الأباز، Zapus hudsonius luteus، كأنواع مهددة بالانقراض تحت قانون الفدرالي للأنواع المهددة بالانقراض.